# Frederic de Slesvig-Holstein-Sondenburg-Augustenburg
Frederic August de Slesvig-Holstein, (en alemany Friedrich August von Schleswig-Holstein, va néixer el 6 de juliol de 1829 al castell de Borg i va morir el 14 de gener de 1880 a Wiesbaden) fou duc de Slesvig-Holstein del 1863 al 1880, i duc de Slesvig-Holstein-Sonderburg-Augustenburg del 1869 al 1880.
Era el fill de Cristià August de Schleswig-Holstein-Sonderburg-Augustenburg i de Lluïsa Sofia Danneskjold-Samsøe? El 19 de novembre de 1863, quan Frederic August es va convertir en duc de Schleswig-Holstein, va prendre el nom de Frederic VIII de Slesvig-Holstein. Frederic August pertany a la primera branca de la Casa de Schleswig-Holstein-Sonderburg, un llinatge que prové de la Casa Reial danesa d'Oldenburg, i que s'extingí el 1931 amb la mort d'Albert de Slesvig-Holstein (1869-1931).

## Matrimoni i fills
L'11 de setembre de 1856, Frederic August es va casar amb Adelaida de Hohenlohe (1835-1900).
Fills d'aquest matrimoni:
- Frederic (1857-1858)

- Augusta Victòria (1858-1921), el 1881, es va casar amb l'emperador Guillem II de Prússia (el "Kaiser")(1859-1941)

- Frederica(1860-1932), es va casar amb Frederic de Slesvig-Holstein-Sonderbourg-Glücksbourg (1855-1934)

- Gerard (1862-1862)

- Ernest Gunther de Schleswig-Holstein (1863-1921), duc de Slesvig-Holstein, es va casar el 1898 amb Dorotea de Saxònia-Cobourg (1881-1967), neta del rei Leopold II de Bèlgica

- Lluïsa Sofia (1866-1952), el 1889, es va casar amb Frederic Leopold de Prússia (1865-1931), (fill de Frederic Carles de Prússia i net de Carles de Prússia)

- Feodora (1874-1910)

- Joan de Slesvig-Holstein (1911-1941),de fet, era fill de Frederic de Schleswig-Holstein-Sonderbourg-Glücksbourg, però fou adoptat per Frederic August.